# Krauka
I Krauka sono un gruppo folk danese.

## Formazione
- Aksel Striim - lira, ciaramella, flauti, voce
- Gudjon Rudolf - voce, scacciapensieri, percussioni
- Jens Villy Pedersen - lira, percussioni, flauti, voce
- Søren Zederkof - basso

## Discografia

### Studio Album
- 2002 - Vikinga Seiður
- 2004 - Stiklur
- 2006 - Bylur
- 2009 - Óðinn
- 2012 - Gjørningur